# Radio Télévision Suisse
Radio Télévison Suisse, vaak afgekort als RTS, is de Franstalige publieke omroep van Zwitserland. De omroep maakt deel uit van het samenwerkingsverband SRG SSR.

## Geschiedenis
De omroep ontstond na een fusie van Radio Suisse Romande en Télévision Suisse Romande per 1 januari 2010. Het hoofdkwartier bevindt zich in Genève, maar bijna alle radiostudio's bevinden zich in Lausanne, waar de eerste radio-uitzending van de oorspronkelijke omroep in 1922 werd gemaakt.
In 2012 werden de televisiezenders TSR 1 en TSR 2 hernoemd naar RTS 1 en RTS 2, om de fusie helemaal compleet te maken.
Van 1998 tot 2020 was Darius Rochebin nieuwslezer bij de TSR en later de RTS.

## Kanalen

### Radiozenders
- RTS Première
- RTS Espace 2
- RTS Couleur 3
- RTS Option Musique

### Televisiezenders
- RTS Un
- RTS Deux
- RTS Info